# Aart Vierhouten

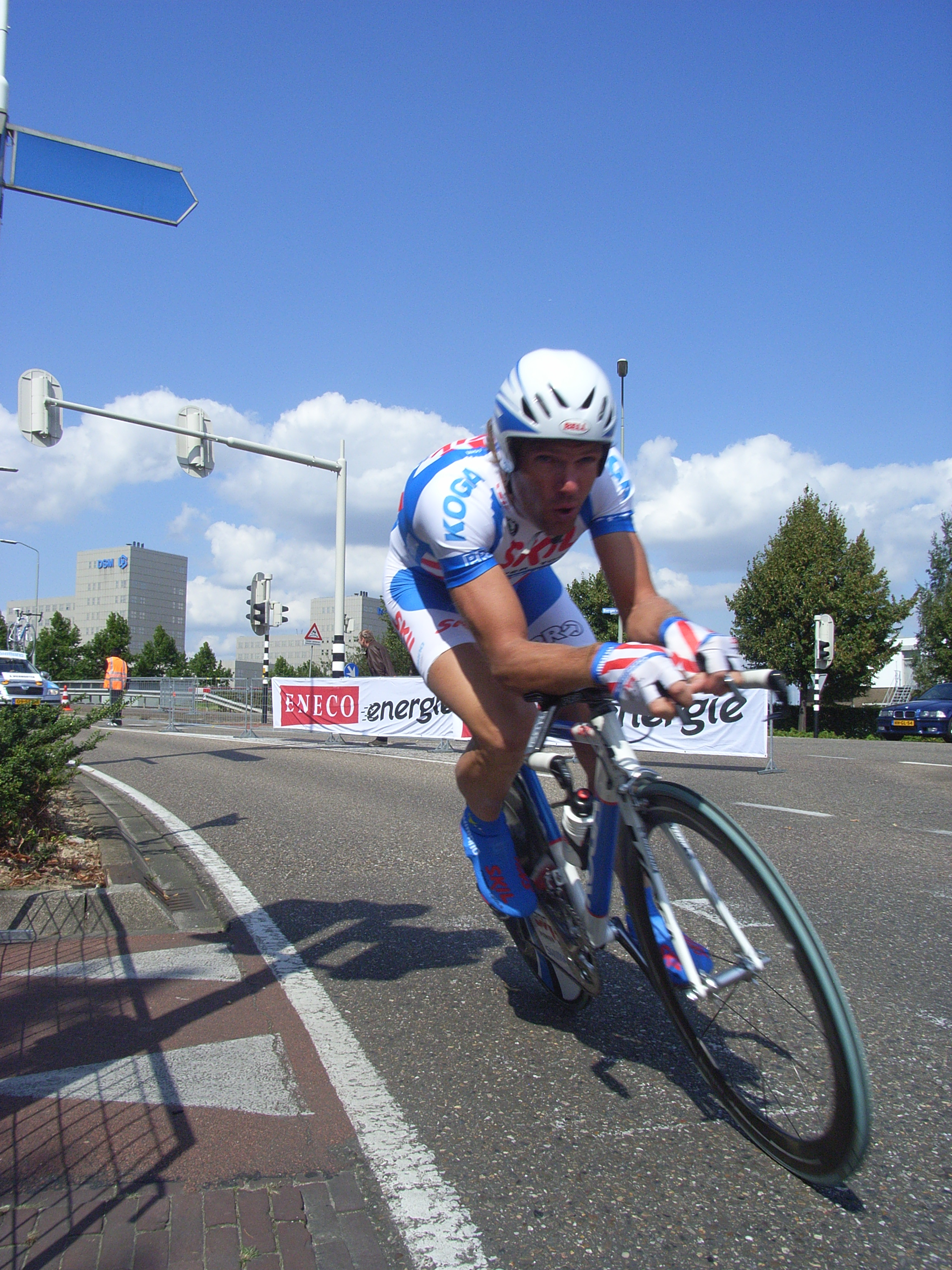
Aart Vierhouten, en el Eneco Tour de 2008

Aart Vierhouten (Ermelo, 19 de marzo de 1970) es un ciclista neerlandés. Profesional de 1996 a 2009, terminó su carrera en el equipo Vacansoleil.

## Biografía
Aart Vierhouten pasó a profesional en 1996 con el equipo Rabobank. En 2002 se unió al equipo belga Lotto, donde lanzó los esprints para Robbie McEwen. En 2008 fichó por el modesto equipo P3 Transfer-Batavus donde puso su experiencia al servicio de los jóvenes corredores. Puso fin a su carrera al final de la temporada 2009 cuando defendía los colores del Vacansoleil.

## Palmarés
1994
- 2 etapas del Tour de Valonia

1996
- 1 etapa del Teleflex Tour

1997
- 1 etapa de la Vuelta a Renania-Palatinado

2000
- Groningen-Münster

2006
- 1 etapa de la Ster Elektrotoer
- Tour de Frise

## Resultados en Grandes Vueltas y Campeonatos del Mundo
| Carrera         | Carrera         | 1996 | 1997 | 1998 | 1999 | 2000  | 2001 | 2002  | 2003 | 2004  | 2005 | 2006 | 2007 | 2008 | 2009 |
| --------------- | --------------- | ---- | ---- | ---- | ---- | ----- | ---- | ----- | ---- | ----- | ---- | ---- | ---- | ---- | ---- |
|                 | Giro de Italia  | —    | —    | —    | —    | F. c. | —    | 104.º | Ab.  | 109.º | Ab.  | —    | —    | —    | —    |
|                 | Tour de Francia | —    | —    | 88.º | —    | —     | —    | Ab.   | —    | F. c. | —    | —    | —    | —    | —    |
|                 | Vuelta a España | —    | 89.º | —    | 82.º | —     | —    | —     | —    | —     | —    | —    | —    | —    | —    |
| Mundial en Ruta | Mundial en Ruta | Ab.  | 15.º | 65.º | Ab.  | 77.º  | —    | 147.º | —    | —     | —    | —    | —    | —    | —    |

—: no participa
Ab.: abandono
F. c.: fuera de control